# Zarjad'e
Zarjad'e è un quartiere della zona storica di Mosca.
Fino al 2006 ha ospitato il noto albergo Rossija, dopo la sua demolizione i progetti di costruzione di un nuovo quartiere sono falliti è stato quindi costruito un parco.